# 維恩山

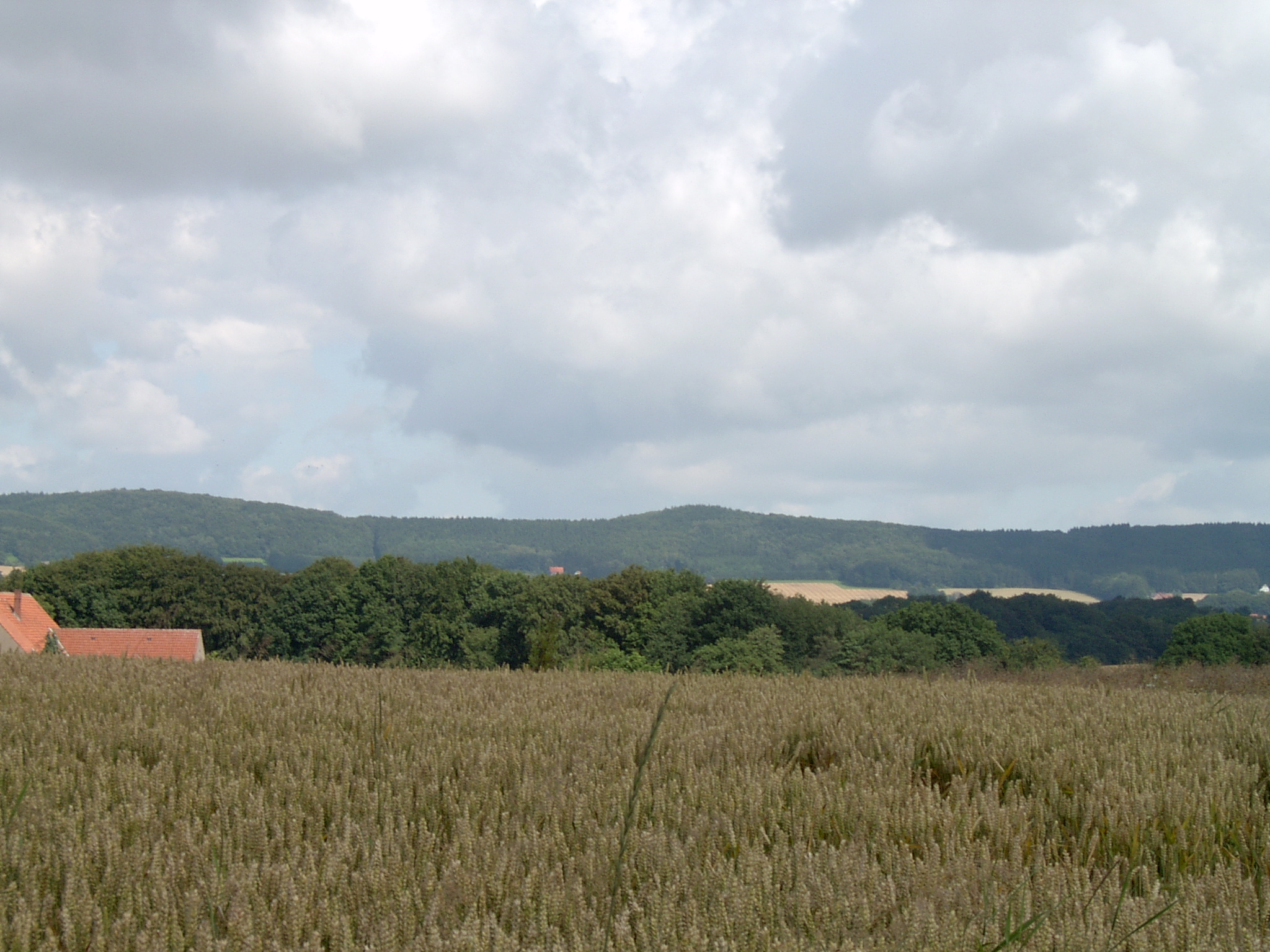

維恩山（德語：Wiehengebirge，發音：[ˈviːənɡəˌbɪʁɡə] ⓘ）是德國的山脈，橫跨北莱茵-威斯特法伦州和下萨克森州，全長70公里，最高點海拔高度320米，由砂岩組成的山體在1.7億年前形成。
52°15′N 8°30′E / 52.250°N 8.500°E